# Belagerung von Rouen
Die erfolgreiche Belagerung von Rouen durch die Engländer von Juli 1418 bis Januar 1419 war eine Kriegshandlung im Verlauf des Hundertjährigen Kriegs.

## Die Belagerung
Zu Beginn des 15. Jahrhunderts zählte Rouen etwa 70.000 Einwohner und war damit eine der größten Städte Frankreichs. Die Eroberung der Stadt war entscheidend für den Besitz der Normandie, um die in diesen Jahren vor allem gekämpft wurde. Um 1415, dem Jahr, in dem der englische König Heinrich V. Harfleur an der Mündung der Seine eroberte, war Rouen vergleichsweise gut befestigt. Als die Engländer die Stadt angriffen, stand sie unter dem Kommando des von den Bürgern gewählten Guy Le Bouteiller, eines Parteigängers der Burgunder im Bürgerkrieg der Armagnacs und Bourguignons sowie ehemaligen Kapitäns der Stadt Dieppe. Zu seinen Offizieren gehörte Alain Blanchard, der die Armbrustschützen befehligte.
Mangels wirksamer Belagerungsmaschinen konnten die Engländer keinen Sturmangriff auf die Stadt durchführen, weshalb sie sich entschlossen, sie von der Außenwelt abzuschließen, was ihnen auch von Land und vom Fluss her leicht gelang. Der sich nach einiger Zeit in Rouen ausbreitende Hunger führte zu Beginn der kalten Jahreszeit zur Vertreibung der Menschen, die in die Stadt geflohen waren, die zudem in den Gräben vor der Stadtmauer festgesetzt wurden, da ihnen die Engländer den Abzug nicht erlaubten.
Die Bewohner der Stadt unternahmen mehrere Ausfälle, darunter einen, bei dem die Brücke über die Seine unter der Garnison zusammenbrach, nachdem ihre Träger angesägt worden waren. Die Chronique de Saint Denis, deren Autoren nicht zu den Anhängern der Burgunder zählten, setzte Gerüchte in Umlauf, in denen von Sabotage und Verrat durch Guy le Bouteiller gesprochen wird.
Da der König von Frankreich und die Armagnacs sich nicht in der Lage sahen, der Stadt zu Hilfe zu kommen, nahm Rouen unter Führung von Guy Le Bouteiller und sechs weiteren Männern schließlich Verhandlungen mit den Engländern auf. Als sie nach acht Tagen jedoch keine Ergebnisse vorzuweisen hatten, machte sich in Rouen eine Stimmung breit, die auf die Zerstörung und Aufgabe der Stadt zielte. Als Heinrich V. von der Entwicklung erfuhr und befürchten musste, nach sechs Monaten Aufwand vor einem Berg Asche zu stehen, bot er den Einwohnern eine Übergabe zu vergleichsweise moderaten Bedingungen an. Am 20. Januar 1419 bekam er die Schlüssel der Stadt ausgehändigt.
Teil der Übergabebedingungen war, dass drei der wichtigsten Bürger der Stadt ausgeliefert und hingerichtet werden sollten, und die Wahl fiel auf Robert Livet, Generalvikar des Erzbischofs, sowie die Offiziere Jean Jourdain und Alain Blanchard. Da Livet und Jourdain vermögend genug waren, um sich freizukaufen, ereilte das Schicksal lediglich Blanchard.

## Folgen
Rouen blieb nun 30 Jahre lang unter englischer Herrschaft. Erst 1449 gelang es Karl VII. mit finanzieller Unterstützung Jacques Cœurs und der modernen Artillerie Jean Bureaus, die Stadt zurückzuholen.